# 中国社会党
中國社會黨是1911年11月5日江亢虎於中國上海創立的政黨，是中国第一个社会主义政党，也是中国第一个以“党”命名的政治团体。狭义的中国社会党于1913年8月31日解散。广义的中国社会党可视为江亢虎在1910年代－1930年代创办的一系列组织的总称。

## 歷史
中國社會黨的前身是1911年7月10日江亢虎於上海张园发起成立的社会主义研究会，宣布将“研究广义的社会主义，介绍西来之学说，发挥古人之思想，交通近世之言论，一切公平的眼光，论理学的论法出之”，同时创办了《社会星》杂志；同年11月5日，江亢虎以研究會發起人的名義召開特別會會議提議改組成為中國社會黨獲得全場通過，江亢虎成為本部部長。
1911年底，該黨自稱在全国各地建有490余所支部，有黨員52万3千余，此數目可能有所夸大，但当时中國确有很多地方建立了社会党支部。天津支部幹事為其後中共创始人之一李大钊，苏州支部总务幹事為陈翼龙，還有一些知名成員如顾颉刚、叶圣陶、王伯祥等，南京支部設在毗卢寺與佛教协进会等團體共用一處。黨員背景中知识分子占首位，其後則為工商业者，最後是破产农民、手工业從業者、其他劳动人員。
1912年6月，与中华民国工党联合。1913年，因涉嫌参加二次革命被袁世凯政府取缔查禁；8月，被解散。1916年6月21日，中国社会党在中华慈善协会召开临时会议，宣布复党重建，临时通讯处设于上海霞飞路鼎庆里（今淮海中路北嵩山路东）19号。
中国社会党曾作為中国社会主义政党之一，派代表出席共产国际“三大”，但在会议中受到俞秀松、张太雷、杨明斋的干預，被取消代表權。1925年1月，中国社会党改组为中国新社会民主党。1926年，中国新社会民主党解散後江亢虎去了美國。

## 理念
创始人江亢虎称中国社會黨“遵行马克思主义”，他將马克思主义、无政府主义中的无宗教，无家庭无政府”、儒家大同学說所結合。提倡恋爱自由、教育平等、遗产归公、實行个人自治、二各（各尽所能、各取所需）、五非（非私产、非家族、非宗教、非军国、非祖国主义）以世界大同為根本目標。也曾积极支持男女平權及女子問政，此黨為民国初期各黨中最早有女党员且權利義務完全平等之政黨。
中國社會黨黨章中說：“社会主义欧美极盛，在中国则本党实为最初惟一之团体机关，其宗旨在于不妨害国家存立范围内，主张纯粹社会主义。
党纲：
1. 赞同共和
2. 融化种界
3. 改良法律、尊重个人
4. 破除世袭遗产制度
5. 组织公共机关、普及平民教育
6. 振兴直接生利之事业、奖励劳动者
7. 专征地税、罢免一切税
8. 限制军备、并力军备以外之竞争。

江亢虎也認為此党纲“不能尽与纯正社会主义所主张者相符，亦不能尽与各国社会党所主张者相符，并不能与鄙人个人夙昔所主张者相符”。